# 宮坂富之助
宮坂 富之助（みやさか とみのすけ、1930年11月25日 -2017年9月13日）は、日本の法学者。専門は経済法、特に独占禁止法。
奈良県出身。早稲田大学法学部卒、同大学院博士課程中退。1975年「現代資本主義と経済法の展開」で法学博士。早大法学部助教授、教授。2001年定年、名誉教授。
大浜信泉に師事したあと、商法学から経済法に研究分野を変え、生協や民主主義法学者の会等の実践面においても尽力した。 高橋岩和、細川幸一、土田和博等の弟子を育てた。

## 著書
- 『現代資本主義と経済法の展開』成文堂　1973

### 共編著
- 『豊かに生きる権利 経済生活と人権』北野弘久共編　法律文化社　現代の人権双書 1972
- 『独占禁止法令・資料集』金子晃, 高橋岩和共編　成文堂　1977
- 『経済生活と人権』北野弘久共編　法律文化社　現代の人権双書 1981
- 『経済法資料集』金子晃 高橋岩和共編　成文堂　1981
- 『現代経済法講座 5 消費生活と法』内田耕作,谷原修身,鈴木深雪共著 三省堂 1990
- 『現代生協法の理論』編　コープ出版　1994
- 『現代経済法 日本経済の法構造』本間重紀,高橋岩和,近藤充代共著　三省堂　1995